# Embelia multiflora
Embelia multiflora är en viveväxtart som beskrevs av A. Taton. Embelia multiflora ingår i släktet Embelia och familjen viveväxter. Inga underarter finns listade i Catalogue of Life.